# Кларк Вісслер
Кларк Вісслер (англ. Clark Wissler, *18 вересня 1870, штат Індіана, США — †25 серпня 1947) — американський антрополог, психолог.

## Біографія
У 1901 р. захистив докторську дисертацію в Колумбійському університеті. В 1902—1905 рр. досліджував племена півночі Великих рівнин. З 1902 р. працював у Американському музеї природничої історії, де з 1907 по 1942 був куратором департаменту антропології.

## Праці Вісслера
- «Північноамериканські індіанці Рівнин»
- «Матеріальна культура чорноногих»
- «Соціальна організація і ритуальні церемонії індіанців чорноногих»